# Valentin Reuschl
Johann Valentin Reuschl (Reuschel, Reischl) († 1733) war ein bayerischer Maler der Barockzeit und des frühen Rokoko. Er stammte aus Waldmünchen in der Oberpfalz.

## Leben und Werk

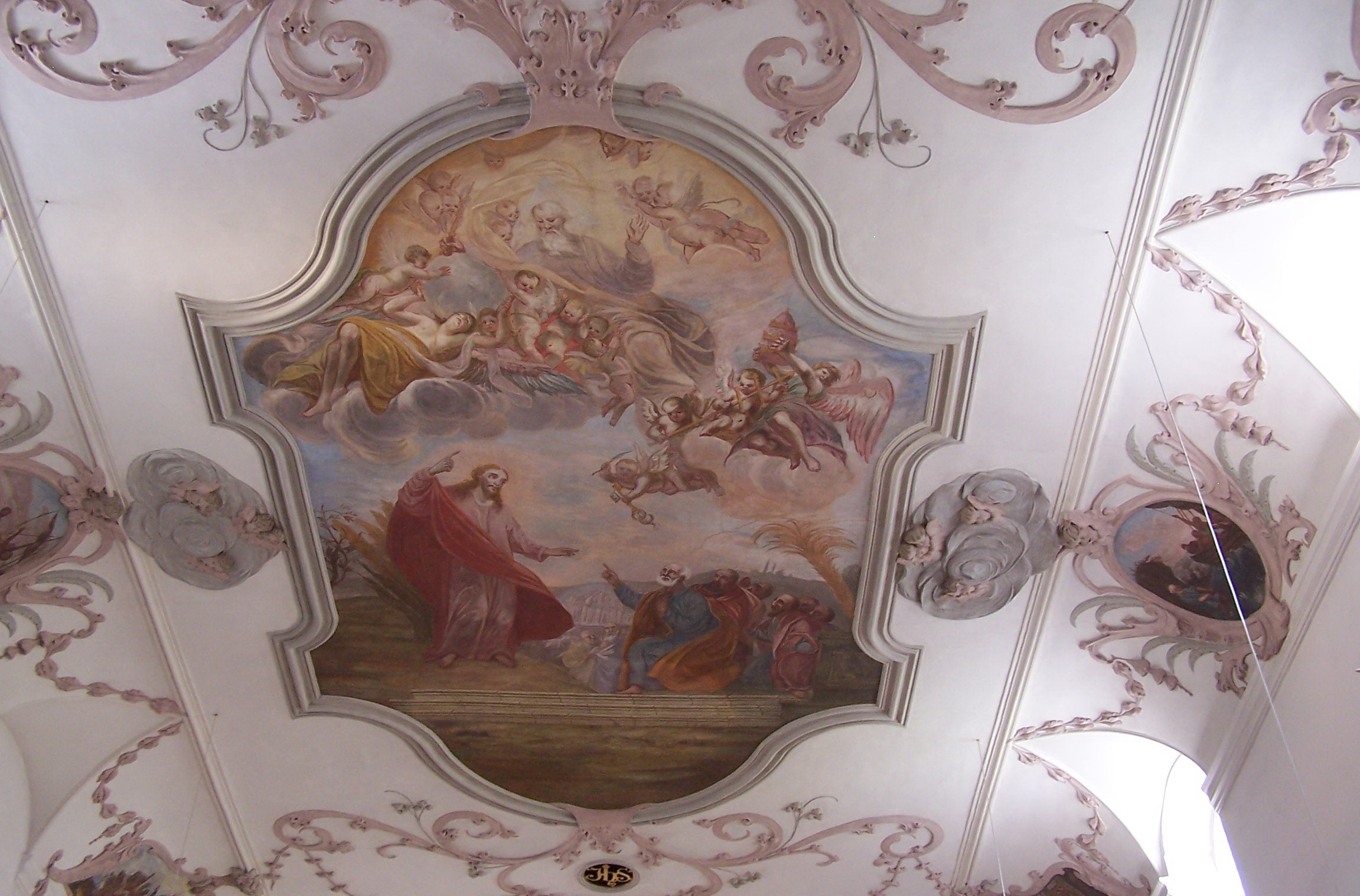
Wörth an der Donau, Pfarrkirche St. Petrus: Deckengemälde Schlüsselübergabe an Petrus von Valentin Reuschl um 1717 in Rahmenstuck.

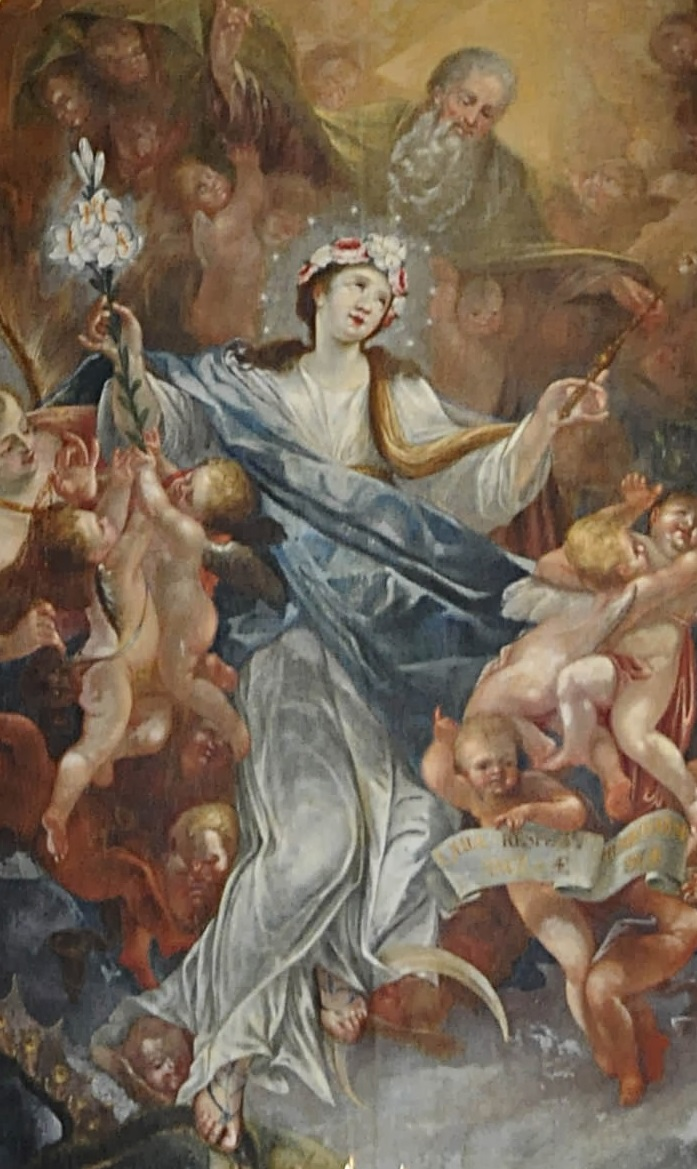
Burgkirchen an der Alz, St. Johann Baptist: Altarbild Maria als Apokalyptische Frau

Er malte für die Frauenkirche zu Amberg das Choraltarblatt, das den Leichnam Jesu auf dem Schoß seiner Mutter darstellt, sowie für die dortige Maria-Hilf-Kirche die Altarblätter Heilige Familie und Mariens Besuch bei Elisabeth, beide 1711. In der Vituskirche in Straubing ist das Altarblatt Heilige Dreifaltigkeit von ihm gemalt sowie in der dortigen Franziskaner-Kirche das Altarblatt Unbefleckte Empfängnis. In der Kirche St. Petrus in Wörth a.d. Donau stammen die drei großen Deckenbilder im Hauptschiff von ihm. Dargestellt sind Motive zum Leben des Kirchenpatrons Petrus:
- Befreiung des Petrus aus dem Gefängnis durch den Engel;
- Verheißung der Schlüsselgewalt an Petrus durch Jesus;
- Kreuzigung des Petrus;

In den seitlichen Medaillons sind Begebenheiten aus dem Leben des hl. Petrus dargestellt.
In der Pfarrkirche Stamsried stammen 110 Wand- und Deckenfresken sowie Embleme von ihm.
Im Stift Essing schuf er zahlreiche Fresken, darunter die Darstellung der Gründung des Stifts an der Decke des Langhauses.